# Leptodactylus sertanejo
Leptodactylus sertanejo är en groddjursart som beskrevs av Ariovaldo Antonio Giaretta och Costa 2007. Leptodactylus sertanejo ingår i släktet Leptodactylus och familjen tandpaddor. IUCN kategoriserar arten globalt som livskraftig. Inga underarter finns listade i Catalogue of Life.